# Love to Love You
"Love to Love You" é o quarto compacto do álbum Forgiven, Not Forgotten, da banda irlandesa The Corrs. O compacto foi lançado em 1996.

## Desempenho nas paradas musicais
| Parada                                        | Melhor posição |
| --------------------------------------------- | -------------- |
| UK Singles Chart                              | 62             |
| ARIA Charts                                   | 25             |
| Recording Industry Association of New Zealand | 46             |
| Swiss Singles Chart                           | 87             |